# Виноградова, Светлана Михайловна
Светлана Михайловна Виноградова (1950—2019) — советский и российский учёный-историк, педагог, доктор политических наук (1993), профессор (1996). Почётный профессор Санкт-Петербургского государственного университета (2018).

## Биография
Родилась 26 марта 1950 года в Ленинграде. 
С 1967 по 1972 год обучалась на факультете журналистики Ленинградского государственного университета, с 1972 по 1975 год обучалась в аспирантуре при этом факультете.  С 1975 года на педагогической работе в  Ленинградском государственном университете в должностях ассистента, доцента и профессора факультета журналистики, с 2000 года — профессор кафедры мировой политики факультета международных отношений, с 2001 по 2019 год — заведующая кафедрой теории и истории международных отношений.
В 1977 году С. М. Виноградова была утверждена в учёной степени кандидат исторических наук по теме: «Районная печать: исторический и современный опыт организации работы», в 1993 году — доктор политических наук по теме: «Западные теории журналистики в контексте социально-политического развития африканского общества». В 1996 году приказом ВАК ей было присвоено учёное звание профессор по кафедре кафедры мировой политики. В 2018 году ей было присвоено почётное звание почётный профессор СПбГУ.

## Научно-педагогическая деятельность
Основная научно-педагогическая деятельность С. М. Виноградовой связана с вопросами в области аспектов массовой коммуникации, международных отношений и мировой политики, социально-политических, социально-психологических и этнокультурных аспектов деятельности отечественных и зарубежных средств массовой информации, международного обмена информацией в условиях глобализации и в области теории международных отношений. Являлась членом Союза журналистов Санкт-Петербурга и Ленинградской области и Российского философского общества.
С. М. Виноградова являлась автором более 130 научных трудов, в том числе: «Районная печать: исторический и современный опыт организации работы» (Л.: 1977), монография «Западные теории журналистики в контексте социально-политического развития Африканского общества» (СПб.: 1993), «Мужчина и женщина: параллельные миры?» (2004: ISBN 5-85574-0-37-4), «Проблемы безопасности и военно-силовой политики в международных отношениях» (2007: ISBN 978-5-288-04325-3), «Современные теории международных отношений» (2013: ISBN 978-5-9988-0155-6), учебник для вузов «Психология массовой коммуникации» (2015: ISBN 978-5-9916-3446-5). С. М. Виноградова входила в число 100 российских учёных, которые, по данным РИНЦ на 2017 год имели самый высокий индекс цитируемости по разделам «Журналистика», «СМИ», «Массовые коммуникации». Под её руководством было защищено более 20 кандидатских и докторских диссертаций.
Скончалась 21 июля 2019 года в Санкт-Петербурге.

## Награды
Основной источник:
- Медаль ордена «За заслуги перед Отечеством» II степени (2010)
- Почётный работник высшего профессионального образования Российской Федерации (2004)